# Pseudotargionia asymmetrica
Pseudotargionia asymmetrica är en insektsart som beskrevs av Brimblecombe 1959. Pseudotargionia asymmetrica ingår i släktet Pseudotargionia och familjen pansarsköldlöss. Inga underarter finns listade i Catalogue of Life.